# Sol maior
Sol maior (abreviatura no sistema europeu Sol M e no sistema americano de cifras G) é a tonalidade que consiste na escala maior de sol, e contém as notas Sol, Lá, Si, Dó, Ré, Mi, Fá sustenido e, Sol. Sua armadura possui um sustenido, para assim seguir o padrão estrutural do modo maior (que possui cinco intervalos de tons e dois intervalos de semitons entre as notas). A sua tonalidade relativa é mi menor, e a sua tonalidade paralela é sol menor.

## Uso
- Jesus bleibet meine Freude[2] - Johann Sebastian Bach
- Serenade No. 13 "Eine kleine Nachtmusik" - Movement 1 - Violin 1[3] - Wolfgang Amadeus Mozart
- Sonata para Piano Número 20[4] - Ludwig van Beethoven